# Titularbistum Apamea in Syria dei Maroniti
Apamea in Syria dei Maroniti (ital.: Apamea di Siria dei Maroniti) ist ein Titularbistum der katholischen Kirche, das vom Papst an Titularbischöfe der mit Rom unierten Maronitischen Kirche vergeben wird.
Es geht zurück auf einen untergegangenen Bischofssitz in der Stadt Apameia in der römischen Provinz Syria Coele bzw. in der Spätantike Syria salutaris in Zentralsyrien.
| Titularbischöfe von Apamea in Syria dei Maroniti |                                                |                                                                     |                  |                |
| Nr.                                              | Name                                           | Amt                                                                 | von              | bis            |
| 1                                                | Ignace Abdo Khalifé SJ Erzbischof pro hac vice | Weihbischof im Maronitischen Patriarchat von Antiochien (Libanon)   | 20. März 1970    | 25. Juni 1973  |
| 2                                                | Emanuele Phares Erzbischof pro hac vice        | Weihbischof in der Erzeparchie Tripoli (Maroniten) (Libanon)        | 12. Juli 1975    | 4. August 1977 |
| 3                                                | Paul-Emile Saadé                               | Weihbischof im Maronitischen Patriarchat von Antiochien (Libanon)   | 2. Mai 1986      | 5. Juni 1999   |
| 4                                                | Rafic Warcha                                   | Kurienbischof im Maronitischen Patriarchat von Antiochien (Libanon) | 14. Februar 2018 |                |